# Apama (esposa de Prúsias I)
Apama foi a esposa do rei da Bitínia Prúsias I. Seu pai provavelmente foi o rei Demétrio Etólico, da Macedónia, e sua mãe poderia ser a primeira esposa, Estratonice, filha de Antíoco Sóter, ou a segunda esposa, Fítia, filha de Alexandre II de Epiro. Ela possivelmente foi a mãe de Prúsias II.
A fonte antiga sobre Apama é Estrabão: quando Filipe V da Macedónia, filho de Demétrio II da Macedónia, arrasou as cidades de Quios e Mírlea e as entregou a Prúsias, filho de Zelas, este as reconstruiu, chamando a primeira de Prúsias e a segunda de Apameia,  por causa de sua esposa.
Os demais elementos de sua biografia são conjecturas modernas.[carece de fontes?]
Os historiadores russos O. L. Gabelko e Iu. N. Kuz'min, com base na herança genética da anomalia dentária conhecida por geminação, reconstruíram a descendência de Pirro, o famoso rei do Epiro, inimigo de Roma e com dentes anômalos, baseando-se em que Filipe V da Macedónia e Prúsias II da Bitínia cujos registros históricos também mencionam anomalias dentárias, seriam seus descendentes. Pirro é o avô de Fítia, esta seria a mãe de Apama, e Apama seria a mãe de Prúsias II; outro filho de Fítia seria Filipe V da Macedónia.